# Amitraz
Amitraz (BTS27419) je nesistemski akaricid i insekticid. On je prvobitno sintetisan u kompaniji Boots Co. u Engleskoj 1969. Amitraz deluje kao repelant insekata, insekticid i kao pesticidni pojačavač. Amitraz je alfa-adrenergički agonist, ligand oktopaminskog receptora centralnog nervnog sistema i inhibitor monoaminske oksidaze i prostaglandinske sinteze. On dovodi do prekomernog pobuđivanja i konsekventno paralize i smrti insekata. Amitraz je manje štetan za sisare, te je između ostalog poznat kao insekticid protiv infestacije pasa gnjidama ili krpeljima.

## Literatura
- Hollingworth, R. M. (1976). Chemistry, biological activity, and uses of formamidine pesticides. Environmental Health Perspectives, 14(April), 57-69.
- Environmental Protection Agency. (1996). R.E.D. Facts – Amitraz. Prevention, Pesticides And Toxic Substances (7508W), November 1996 retrieved from http://www.epa.gov/oppsrrd1/REDs/factsheets/0234fact.pdf
- Brown, P. M. (1977). Toxicological problems associated with the manufacture of triazapentadienes. Proceedings of the Royal Society of Medicine, 70(1), 41-43.
- IPCS INCHEM. (1984). Pesticide residues in food – 1984. retrieved from http://www.inchem.org/documents/jmpr/jmpmono/v84pr03.htm
- Peter, R.; De Bruin, C.; Odendaal, D.; Thompson, P. N. (2006). „The use of a pour-on and spray dip containing Amitraz to control ticks (Acari: Ixodidae) on cattle”. J S Afr Vet Assoc. 77 (2): 66—9. PMID 17120621. doi:10.4102/jsava.v77i2.346.
- Tarallo V.D., Lia R.P., Sasanelli M., Cafarchia C., Otranto D. Efficacy of Amitraz plus Metaflumizone for the treatment of canine demodicosis associated with Malassezia pachydermatis. Parasit Vectors, 2009, 2(1)
- Chou, C.-P. et al. (2004). „Solid-Phase Extraction and GC-MSD Determination of Amitraz and Metabolites in Urine”. Journal of Food and Drug Analysis. 12 (3)., 2004, 212-216.
- IPCS INCHEM. (2012). Amitraz. retrieved from http://www.inchem.org/documents/jmpr/jmpmono/v098pr02.htm
- Terence Robert Roberts, T.R.R. (1999). Metabolic pathways of agrochemicals. Cambridge: The Royal Society of Chemistry, pp 729 – 733
- Pierpoint, A. C. Et al (1997). Kinetics and Mechanism of Amitraz Hydrolysis. Journal of Agricultural and Food Chemitry. 45 (5), pp 1937–1939
- Ellenhorn, M.J., S. Schonwald, G. Ordog, J. Wasserberger. Ellenhorn's Medical Toxicology: Diagnosis and Treatment of Human Poisoning. 2nd ed. Baltimore, MD: Williams and Wilkins, 1997., p. 1730
- Agin, H., Calkavur, S., Uzun, H., & Bak, M. (2004). Amitraz poisoning: clinical and laboratory findings. Indian Pediatrics, 41(5), 482-486.
- Chen-Izu, Y., Xiao, R. P., Izu, L. T., Cheng, H., Kuschel, M., Spurgeon, H., & Lakatta, E. G. (2000). G(i)-dependent localization of beta(2)-adrenergic receptor signaling to L-type Ca(2+) channels. Biophysical Journal, 79(5), 2547–2556
- Hsu, W. H. and Lu, Z.-X. (1984). Amitraz' induced delay of gastrointestinal transit in mice: Mediated by α2 adrenergic receptors. Drug Development Research, Volume 4 (6), 655- 680.
- Chen, A. C., He, H., & Davey, R. B. (2007). Mutations in a putative octopamine receptor gene in amitraz-resistant cattle ticks. Veterinary Parasitology, 148(3-4), 379-383.
- Grohmann, Lore; Blenau, Wolfgang; Erber, Joachim; Ebert, Paul R.; Strünker, Timo; Baumann, Arnd (2003). „Molecular and functional characterization of an octopamine receptor from honeybee ( Apis mellifera ) brain”. Journal of Neurochemistry. 86 (3): 725—735. PMID 12859685. doi:10.1046/j.1471-4159.2003.01876.x.
- Li, A. Y., Davey, R. B., Miller, R. J., & George, J. E. (2004). Detection and characterization of amitraz resistance in the southern cattle tick, Boophilus microplus (Acari: Ixodidae). Journal of Medical Entomology, 41(2), 193-200.
- Tipton KF, Boyce S, O'Sullivan J, Davey GP, Healy J (August 2004). "Monoamine oxidases: certainties and uncertainties". Curr. Med. Chem. 11 (15): 1965–82
- Yim, G. K., Holsapple, M. P., Pfister, W. R., & Hollingworth, R. M. (1978). Prostaglandin synthesis inhibited by formamidine pesticides. Life Sciences, 23(25), 2509–2515
- Grossman, M. R.; Garvey, Michael S.; Murphy, Michael J. (1993). „Amitraz toxicosis associated with ingestion of an acaricide collar in a dog”. J Am Vet Med Assoc. 203 (1): 55—7. PMID 8407460. doi:10.2460/javma.1993.203.01.55.
- Gifte.de. (2007) Amitraz. retrieved from http://www.gifte.de/Chemikalien/amitraz.htm
- USEPA Office of Pesticide Programs, Health Effects Division, Science Information Management Branch. (2006).Chemicals Evaluated for Carcinogenic Potential (April 2006)
- Hayes W.J. et al. (1991). Handbook of Pesticide Toxicology. Volume 3 Classes of Pesticides. pg.1487
- Lewis, R. J. (1996). Sax's Dangerous Properties of Industrial Materials. 9th edition, Volume 1-3, pg. 2227
- Budavari, S. The Merck Index - An Encyclopedia of Chemicals, Drugs, and Biologicals. Whitehouse Station, NJ: Merck and Co., Inc., 1996., p. 85
- Tomlin, C.D.S. The Pesticide Manual - World Compendium, 11 th ed., British Crop Protection Council, Surrey, England 1997, p. 39
- Chemical Book. (2010). Amitraz. retrieved from  http://www.chemicalbook.com/ChemicalProductProperty_EN_CB9680920.htm
- Chemical Book. (2008). Amitraz Basic Information. Retrieved from http://www.chemicalbook.com/ProductChemicalPropertiesCB9680920_EN.htm
- Thomas A. Unger, T.A.U. (1996). Pesticide synthesis handbook. New Jersey: Noyes Publications, pp. 836.
- PubChem Substance. Amitraz – Substance Summary. retrieved from http://pubchem.ncbi.nlm.nih.gov/summary/summary.cgi?sid=13178
- PubChem Substance. Amitraz – Substance Summary. Retrieved from http://pubchem.ncbi.nlm.nih.gov/summary/summary.cgi?sid=13178#x321